# Casa Teresa (Martorell)
Casa Teresa o Casa Verdú és una obra noucentista de Martorell (Baix Llobregat) protegida com a Bé Cultural d'Interès Local.

## Descripció
Situada en un extrem de la ciutat, enmig de fèrtils terres d'horta, a l'esquerra del riu Anoia. L'edifici és de secció rectangular i té una distribució de planta baixa i dos pisos. La façana principal, orientada a l'est, predomina per la presència d'obertures, amb un total de dotze a la planta baixa, dotze al primer pis i una galeria porxada al darrer nivell. En la majoria dels casos, s'empra arc escarser, a excepció de les dues portes d'accés que són d'arc de llinda i els arcs de la galeria que són de mig punt. Tanmateix, a la planta baixa, a banda de les portes, hi ha deu finestres i a la primera planta es configuren quatre sèries on un balcó ampitador és flanquejat per dues finestres. El parament de l'edifici està arrebossat i pintat en dos tons, diferenciant els emmarcaments de les obertures i les cadenes cantoneres respecte la resta de façana. L'extrem sud-oest de la casa, té un volum adossat, més petit i de dues plantes, però que manté la mateixa tipologia estilística. La coberta del conjunt és de teula àrab i té una inclinació de quatre aigües.

## Història
Casa Teresa és una masia centenària, reformada per a l'ús de residència i centre de dia. L'accés a la finca es fa des de l'avinguda Pau Claris però la masia ja estava edificada abans de la formació de l'avinguda, formada arran del nou traçat de la carretera N-II.